# George Merck
George W. Merck (1894 - 1957), Hijo de George Merck, fue un científico norteamericano y Presidente de Merck & Co.. 

## Biografía
Descendía de Friedrich Jacob Merck (1621-1678), el que originó la mayor industria farmacéutica de Alemania, la  Merck KGaA. La familia procedía de Schweinfurt.
Creció en Llewellyn Park, Nueva Jersey, asistiéndo al Harvard College, graduándose en  1915. La Primera Guerra Mundial impidió que fuera a estudiar a Alemania un doctorado; por lo que, se unió a su padre en la compañía familiar . Se convirtió en el presidente de la misma poco después de la muerte de su padre en 1925. Durante el período interguerras mundiales, supervisó la incursión de Merck en el desarrollo de vitaminas sintéticas , Sulfas, antibióticos, y hormonas. Durante la Segunda Guerra Mundial, condujo el Servicio de Investigación de Guerra, que  inició el  Programa de Armas Biológicas de los Estados Unidos en Fort Detrick. Merck fue portada  de Time el 18 de agosto de 1952, ilustrando una historia acerca de la industria farmacéutica norteamericana.
Fue uno de los habitantes asiduos de Isla Júpiter.

## Cita
No podemos olvidar que la Medicina es para las personas.No es para las ganancias. No se debe de perder de vista esa premisa
George W(ilhelm) Merck